# Powódź w Macedonii (2016)
Powódź w Macedonii w 2016 roku – powódź błyskawiczna, która nawiedziła Macedonię 6 sierpnia 2016 roku. W wyniku burzy i gwałtownych wiatrów w zachodniej Macedonii oraz stołecznym Skopje zginęły 22 osoby.

## Przebieg
6 sierpnia o 17:30 w stolicy kraju, Skopje, zaczęły się gwałtowne ulewy, które w połączeniu z silnym wiatrem wywołały powódź błyskawiczną. Około 3:30 w nocy, 7 sierpnia, miała miejsce trwająca pięć godzin burza. W ciągu pierwszych dwóch godzin miało miejsce 800 wyładowań atmosferycznych. Opady deszczu skończyły się około 9:30. W ciągu dwóch godzin w Skopju spadły 93 litry wody na metr kwadratowy, co odpowiada średniej miesięcznej wartości opadów w sierpniu. Poziom wody w niektórych miejscach wynosił 1,5 metra. W ciągu nocy karetki były wzywane 65 razy, do pomocy zostali wezwani także żołnierze. Trzy wsie leżące na północny wschód od stolicy zostały odcięte z powodu osunięć ziemi.
8 sierpnia to dzień żałoby narodowej w Macedonii. Tego samego dnia wprowadzono stan wyjątkowy.